# Tines de l'Oliva
Les tines de l'Oliva són unes tines del municipi del Pont de Vilomara i Rocafort (Bages) protegides com a bé cultural d'interès local. La construcció és constituïda per una única tina i la seva barraca.

## Descripció
La planta de la tina és circular. La part inferior és construïda amb pedra i morter de calç i amb l'interior recobert de rajoles de ceràmica envernissada lleugerament corbades. La part superior dels murs és feta amb pedra sense material d'unió i s'hi localitzen l'entrada a la tina i una finestra. L'entrada era formada per dues llindes, una d'elles està partida. Sobre els murs s'estén el voladís, fet amb pedres planes. La coberta és feta amb el mètode d'aproximació de filades, al damunt hi ha una capa de sorra i pedruscall. A l'interior s'hi localitza una fusta encastada sobre la coberta, un amagatall i les restes de les frontisses de la porta. El conjunt de la construcció es troba en força bon estat.
La barraca es troba a la part posterior de la tina. És de planta rectangular i construïda amb pedra seca, amb blocs de pedra de grans dimensions i ben treballats. La coberta i la part superior dels murs han desaparegut. El gruix de les parets és de 44 cm. A l'interior i tapat amb fang hi ha el broc de la tina emmarcat en el parament. Al voltant de la barraca hi ha restes de teules de ceràmica; aquestes teules podrien haver format part de la coberta de la barraca. La vegetació creix a l'interior i l'estat de conservació és ruïnós.